# Le cœur est un chasseur solitaire (film)
Pour plus de détails, voir Fiche technique et Distribution.
Le cœur est un chasseur solitaire (The Heart Is a Lonely Hunter) est un film américain réalisé par Robert Ellis Miller, sorti en 1968. Il s'agit de l'adaptation du roman éponyme de Carson McCullers.

## Fiche technique
Sauf indication contraire, les informations mentionnées dans cette section peuvent être confirmées par la base de données cinématographiques IMDb,  présente dans la section « Liens externes ».
- Titre original : The Heart Is a Lonely Hunter
- Titre français : Le cœur est un chasseur solitaire
- Réalisation : Robert Ellis Miller
- Scénario : Thomas C. Ryan, d'après le roman éponyme de Carson McCullers
- Musique : Dave Grusin
- Direction artistique : LeRoy Deane
- Costumes : Albert Wolsky
- Photographie : James Wong Howe
- Montage : John F. Burnett
- Production : Marc Merson et Thomas C. Ryan
- Production déléguée : Joel Freeman
- Société de production : Warner Bros.-Seven Arts
- Société de distribution : Warner Bros.-Seven Arts
- Budget : 2 millions de dollars[1]
- Pays de production :  États-Unis
- Langue originale : anglais, langue des signes américaine
- Format : couleur (Technicolor) – 35 mm – 1,85:1 – mono
- Genre : drame
- Durée : 123 minutes
- Dates de sortie :
  - États-Unis : 31 juillet 1968
  - France : 14 mai 1969
- Affiche : René Ferracci (France)

## Distribution
- Alan Arkin : John Singer
- Sondra Locke : Margaret « Mick » Kelly
- Laurinda Barrett : Mme Kelly
- Stacy Keach : Jake Blount
- Chuck McCann : Spiros Antonapoulos
- Biff McGuire : M. Kelly
- Percy Rodrigues : Dr Benedict Mady Copeland
- Cicely Tyson : Portia Copeland

## Production

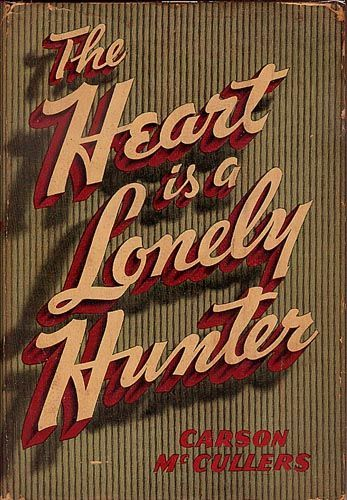
Couverture du livre de Carson McCullers, 1940.

### Genèse et développement
En juin 1950, Variety annonce que les producteurs William Levitt, Helen Levitt, Sidney Meyers et Janis Loeb sont actuellement à la recherche d'un budget de 200 000 dollars pour l'adaptation du roman à succès Le cœur est un chasseur solitaire (The Heart Is a Lonely Hunter, 1940) de Carson McCullers et, en octobre 1961, que le metteur en scène Jose Quintero espère tourner le film indépendant à petit budget avec les acteurs Paul Scofield, Zero Mostel et Montgomery Clift, sur le scénario signé Gavin Lambert.
En 1963, le producteur David Susskind reprend le projet, avec le nouveau scénariste Thomas C. Ryan et le réalisateur Sidney Lumet, accompagné des acteurs Zero Mostel, Montgomery Clift et Peter Falk. En août, le producteur Ely Landau opte ce projet avec Sidney Lumet, dont le tournage est prévu à New York, en septembre. En novembre, malgré l'engagement de Warren Beatty pour ce film, le projet reste inachevé.
En février 1967, Variety rapporte que le producteur Marc Merson de la société Brownstone Productions reprend les droits de l'adaptation du roman et du scénario signé Thomas C. Ryan qui est également producteur du film.

### Attribution des rôles
En juillet 1967, Sondra Locke, étant, à cette époque, une jeune employée de WSMV-TV de 23 ans, décroche le rôle de Mick. Avant d'en arriver à son rôle, elle s'est rajeunie de six ans — un mensonge qu'elle a gardé jusqu'à sa mort. En août suivant, le comédien Alan Arkin est choisi pour choisi pour le rôle d'un « sourd-muet », et il s'agit ici d'un premier au cinéma.
En octobre de la même année, Bonnie Bedelia, ayant quatre ans de moins que Sondra Locke, raconte à Los Angeles Times qu'elle est qualifiée trop vieille pour le rôle de Mick.

### Tournage
Le tournage a lieu entre le 18 septembre et en novembre 1967 à Selma, en Alabama, utilisant l'hôtel Albert, le théâtre Wilby — désormais inexistant, brûlé en 1971 —, le cimetière d'Old Live Oak (en) et le Bloch Park (en), ainsi qu'à Marion pour la scène d'ouverture sur le palais de justice blanc à colonnes.

## Nominations
- Oscars 1969 : 
  - Meilleur acteur pour Alan Arkin
  - Meilleur second rôle féminin pour Sondra Locke
- Golden Globes 1969 :
  - Meilleur film dramatique
  - Meilleur acteur dans un film dramatique pour Alan Arkin
  - Meilleure actrice dans un second rôle pour Sondra Locke
  - Révélation féminine de l'année pour Sondra Locke